# Ocupación rusa del óblast de Lugansk
La ocupación rusa del óblast de Lugansk denominada por el gobierno ruso como «Administración Civil-Militar de Lugansk» es una ocupación militar en curso, que comenzó el 7 de abril de 2014 cuando parte del óblast quedó bajo el control de la autoproclamada República Popular de Lugansk, un Estado separatista respaldado por Rusia. Mientras que desde el 24 de febrero de 2022, tras comenzar la invasión rusa de Ucrania, el resto del óblast ha sido ocupado directamente por Rusia.
La capital del óblast, Lugansk fue capturada en 2014 por las milicias de Lugansk y se estableció como centro administrativo de la República Popular; sin embargo, esta a lo largo de la Guerra del Dombás y de la Guerra de Ucrania ha recibido grandes bombardeos por la artillería ucraniana (Bombardeo de Lugansk), por otra parte las ciudades cercanas a Lugansk en 2014 también cayeron bajo control de las milicias del Dombás, incluidas Alchevsk, Zimogiria, Zorinsk o Stanitsa.
Tras el inicio de la invasión rusa de Ucrania, las fuerzas rusas a lo largo de la guerra fueron avanzando en el óblast de Lugansk capturando la mayor parte del óblast, así como las ciudades más importantes que no habían caído bajo el control de las milicias del Dombás en 2014, incluidas Severodonetsk, Lisichansk, Svátove o Starobilsk.
En 2022, el óblast quedo ocupado de iure en un 100% y pasó a pertenecer directamente como sujeto federal a la Federación Rusa, luego de su incorporación unilateral al territorio ruso a través de un referéndum.
En 2025, el óblast sigue ocupado de facto en un 99.4%.

## Toma de Lugansk aun bajo soberanía ucraniana
Según el testimonio de Oleksiy Danilov, secretario del Consejo de Seguridad Nacional, la invasión terrestre rusa de Ucrania comenzó alrededor de las 3:40 a. m. del 24 de febrero de 2022, en una sección de la frontera cerca del pueblo de Milove. El avance de la frontera que tuvo lugar a lo largo de la línea Krasna Talivka-Horodishche-Milove. Durante los días 24 y 25 de febrero, se libraron batallas por Shchastia y Luganska, que se encuentran en la línea de demarcación en la margen izquierda del río Donets, pero ya el 26 de febrero, estos asentamientos fueron ocupados por los rusos, así como Krymske y Markivka en el norte de la región.
Durante los primeros días de la invasión, se libraron batallas no solo en la línea de demarcación con la parte temporalmente ocupada de la óblast de Lugansk, sino también en las profundidades de la región. Entonces, en particular, el 24 y 25 de febrero, el ejército ucraniano se enfrentó al enemigo cerca de Bilovodsk, Novoaidar y Starobilsk. El 2 de marzo, Novoaidar y Starobilsk fueron ocupadas por los rusos, que luego se dirigieron hacia el este y se acercaron a Severodonetsk. El 28 de febrero, los residentes de la aldea de Mystka en el distrito de Svativ informaron que los rusos habían entrado en la aldea y se dirigían hacia Svatove, que fue ocupada el 3 de marzo. Los ataques rusos estuvieron acompañados de bombardeos de áreas pobladas, y los objetivos fueron los residentes locales y los objetos de infraestructura civil.
El 12 de marzo, el 70 % del territorio de la región de Lugansk ya estaba bajo el control de los rusos. La defensa de las fuerzas ucranianas se concentró en una cabeza de puente en el oeste de la región de Lugansk en un área densamente poblada donde se encuentra el centro regional temporal de Severodonetsk con las ciudades cercanas de Lisichansk, Rubézhnoye, Popasna, Girske y Kreminna. El 18 de abril Ucrania perdió el control de Kreminna, el 8 de mayo los rusos ocuparon Popasna, el 14 de mayo ocuparon Rubizhne. Durante la ofensiva, los rusos causaron una destrucción significativa en las ciudades con artillería y ataques aéreos, destruyendo edificios residenciales y objetos de infraestructura civil.
A partir del 25 de mayo, los rusos ocuparon más del 95% de la región de Lugansk.

## Resistencia pública
Como en otros territorios ucranianos bajo control de las Fuerzas Armadas de Rusia, durante el mes de marzo se llevaron a cabo mítines pacíficos y espontáneos contra los ocupantes en las ciudades ocupadas de la región de Lugansk. El 2 de marzo se llevó a cabo una manifestación pro-ucraniana en Starobilsk, el 3 de marzo en Svatove, el 5 de marzo en Bilokurakyne, el 6 de marzo en Troitsky. La concentración en Novopskov, que tuvo lugar el 4 de marzo, fue dispersada por los rusos por la fuerza.